# Proverbe
Pour les articles homonymes, voir Proverbe (homonymie).
Pour l’article ayant un titre homophone, voir Pro-verbe.

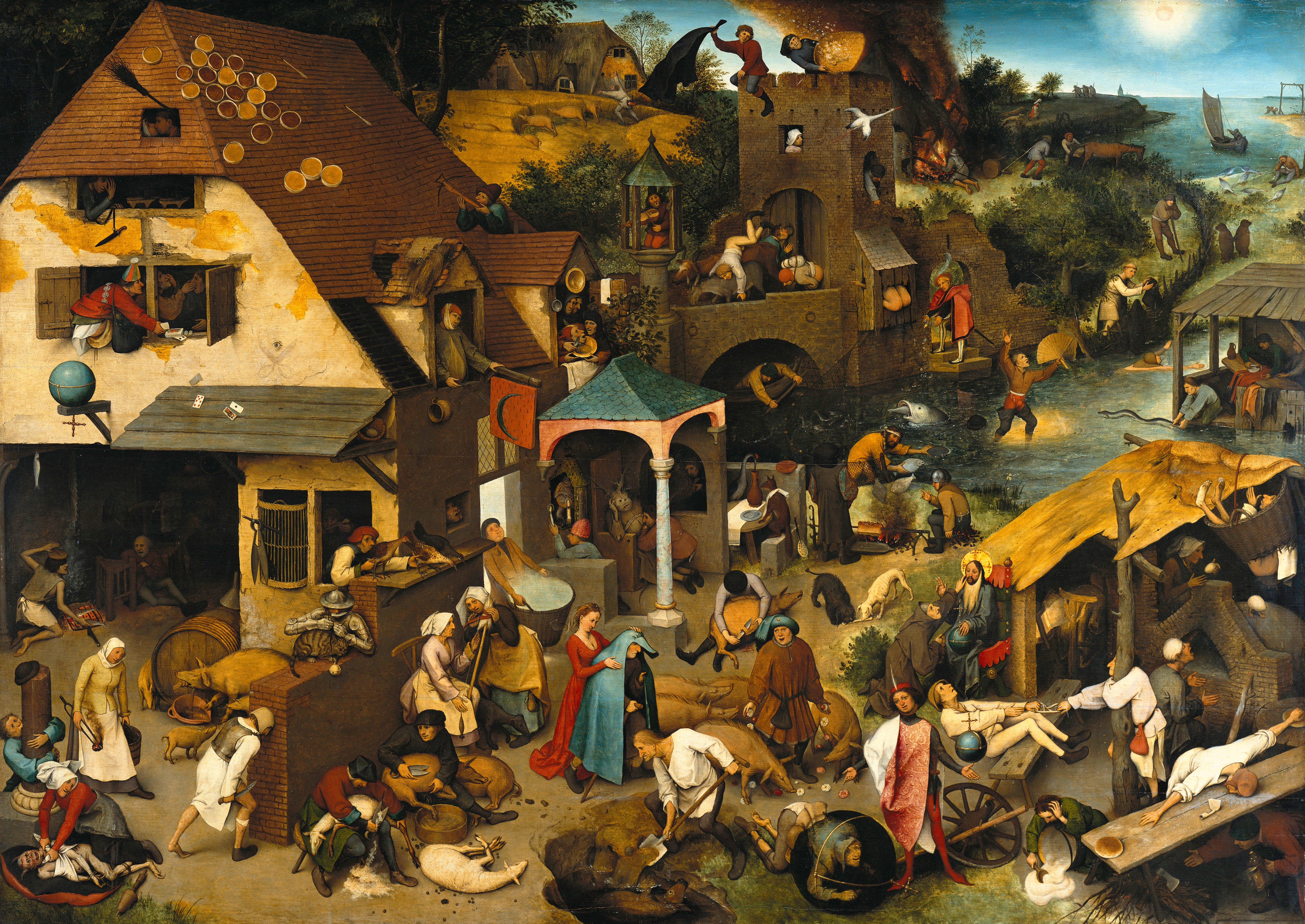
Les Proverbes flamands.

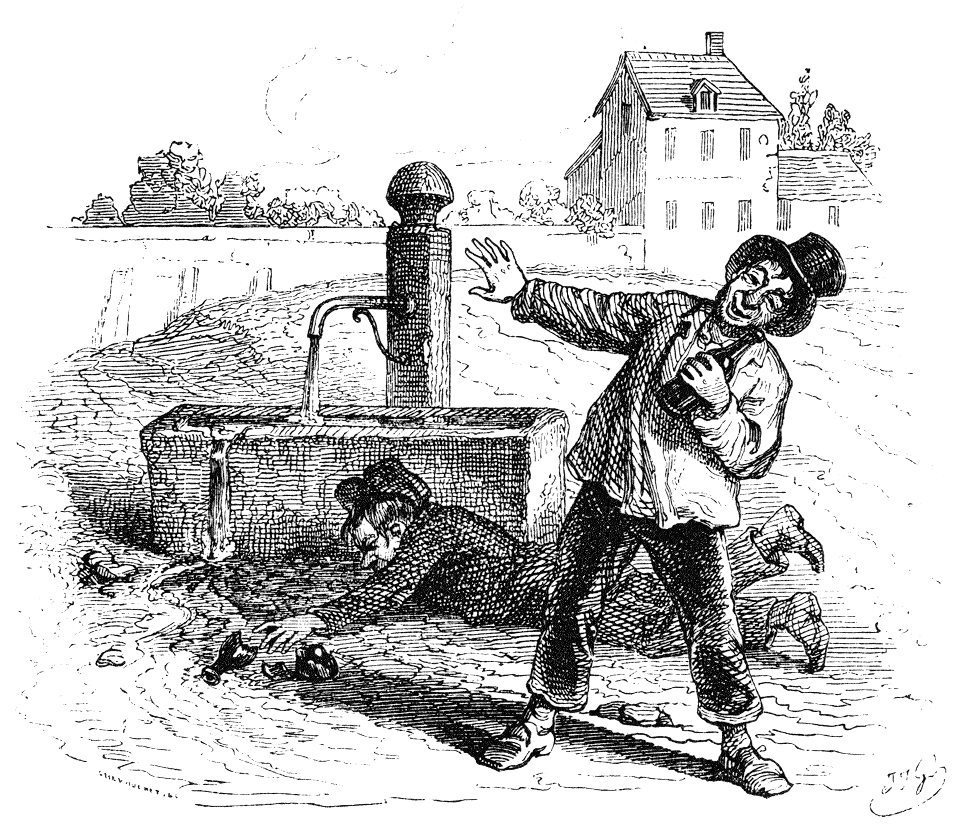
Il ne faut pas dire, fontaine, je ne boirai pas de ton eau. — Grandville, Cent Proverbes, 1845.

Un proverbe est une formule langagière de portée générale contenant une morale, une expression de sagesse populaire ou une vérité d’expérience que l’on juge utile de rappeler. Il n’est pas attribué à un auteur, (contrairement à la citation ou l’apophtegme) : les proverbes sont souvent très anciens, d'origine populaire et par conséquent de transmission orale. Ils servent d’argument d’autorité. Leur utilisation dans le cadre d’une argumentation peut donc atteindre au sophisme.
Certains proverbes en contredisent d’autres, suivant la vertu prônée, par exemple l'audace ou la prudence.
Le proverbe n'est pas forcément incisif ou percutant, il peut être banal, mais il est surtout générique / de portée générale. Il est fixe en langue (il forme un bloc autonome) mais peut comporter des variantes. De forme simple et rapide, il est souvent imagé, métaphorique, mais pas toujours.
Les proverbes appartiennent au patrimoine linguistique d’un pays. Bien souvent, les différentes cultures ont créé des proverbes similaires, les caractéristiques mises en valeur étant souvent similaires. Se pose alors la question de leur conservation (c’est-à-dire de leur mise par écrit) et avant tout de la collecte de ce savoir diffus, plus rural que citadin et surtout transmis par les anciennes générations. En effet, l'origine folklorique des proverbes est altérée par l'uniformisation des cultures et l'éloignement des sources (à l'image du patois), lié au mouvement d'exodes modernes.
Cette disparition progressive donne lieu à des mélanges, amalgames et détournements, souvent involontaires du fait de leur complexité. Nombre de proverbes sont désormais élaborés sous une forme humoristique et sont appelés faux proverbes. On parle alors d'antiparémie car à l'image du slogan, le faux proverbe peut prendre un sens opposé, amoral ou inintelligible.
Les proverbes sont étudiés par la parémiologie et l'auteur de recueil de proverbes est appelé « parémiographe ».

## Divers types de proverbes
Le terme « proverbe » est un terme générique, couvrant des concepts différents. Quelques éléments permettent de les différencier, bien que la frontière séparant les uns des autres ne soit pas véritablement tranchée :
- le dicton constate plutôt un fait (exemple : « Noël au balcon, Pâques aux tisons ») ;
- l’aphorisme résume une théorie, tire une conclusion de faits observés (« Chat échaudé craint l’eau froide », « La critique est aisée et l'art est difficile », « Tel père, tel fils ») ;
- l’adage exprime plutôt un conseil juridique ou pratique (« Qui veut voyager loin ménage sa monture ») ;
- le précepte énonce un enseignement d’ordre artistique, scientifique, philosophique ou moral (« L’éducation a des racines amères, mais ses fruits sont doux ») ;
- la maxime édicte une règle de conduite (« Il vaut mieux se faire agréer que de se faire valoir ») ;
- la sentence  émet un jugement moral, souvent de manière dogmatique (« Qui ne sait pas rendre un service n’a pas le droit d’en demander », « N’accuse pas le puits d’être profond, si tu prends une corde trop courte »).

## Divers emplois du proverbe
Selon Aristote, les registres de l'emploi du proverbe sont variés : il peut être soit témoignage, soit métaphore, soit gnômé (formule exprimant une idée générale). Témoignage, il sert de preuve, il s'appuie sur la foi des anciens, des hommes illustres (Aristote, Rhétorique, I, 15). Métaphore, il désigne autre chose : « par exemple, si quelqu'un appelle un autre à son aide dans l'espoir d'en recevoir du bien et subit un dommage, c'est, dit-on, comme l'habitant de Carpathos avec son lièvre, car tous deux ont éprouvé le même mécompte » (Rhétorique, III, 11). Formule, le proverbe exprime une idée générale, une pensée non figée.

## Une comparaison interculturelle des proverbes
En tant que vecteur important d'expression culturelle, les proverbes incarnent des valeurs complètement différentes selon les cultures. Par exemple, le proverbe chinois « Tout prospère quand la maison est harmonieuse » (Jingyao, 2016) souligne l’importance de l’harmonie familiale et collective, tandis que le proverbe français « Chacun pour soi et Dieu pour tous » (Rivière, 1982) met l’accent sur l’individualisme et le soi. -idée prioritaire. Cette différence reflète la profonde influence des valeurs du confucianisme et des Lumières.

## Proverbes en traduction culturelle
Au cours du processus de traduction, les expressions idiomatiques et les proverbes sont souvent confrontés à des difficultés dues aux différences culturelles. Par exemple, le proverbe chinois « Vole une aiguille quand on est jeune, vole de l'or quand on est vieux » souligne l'importance de l'éducation précoce, tandis que son homologue français « Qui vole un œuf, vole un bœuf » met l'accent sur la gravité des conséquences d’actions (Modern Linguistics, 2023). De plus, une attention particulière doit être portée aux symboles culturels lors du processus de traduction. Par exemple, la couleur « rouge » représente la chance en Chine et symbolise la colère en France (Cao Xi, 2015).